# Kristján Jónsson
Kristján Jónsson (ur. 29 października 1963) – islandzki piłkarz występujący na pozycji obrońcy.

## Kariera klubowa
Kristján karierę rozpoczynał w 1980 roku w zespole Þróttur. W tym samym roku spadł z nim z Úrvalsdeild do 1. deild, ale w 1983 roku wrócił z klubem do Úrvalsdeild. W 1987 roku przeszedł do Fram. Występował tam przez siedem sezonów, do 1993 roku. W tym czasie zdobył z Framem dwa mistrzostwa Islandii (1988, 1990), dwa Puchary Islandii (1987, 1989) oraz Superpuchar Islandii (1989).
W 1994 roku Kristján przeszedł do wicemistrza Norwegii, FK Bodø/Glimt. Występował tam przez jeden sezon, a potem wrócił do Framu. Tam również spędził jeden sezon. Następnie grał w szwedzkim IF Elfsborg, z którym w 1996 roku awansował z Superettan do Allsvenskan. W 1998 roku wrócił do Þrótturu, gdzie w 2000 roku zakończył karierę.

## Kariera reprezentacyjna
W reprezentacji Islandii Kristján zadebiutował 20 czerwca 1984 w przegranym 0:1 towarzyskim meczu z Norwegią. W latach 1984–1995 w drużynie narodowej rozegrał 42 spotkania.